# Naomi Campbell
Naomi Elaine Campbell (ur. 22 maja 1970 w Londynie) – brytyjska modelka, aktorka i piosenkarka. Od czasu rozpoczęcia kariery w wieku 15 lat stała się jedną z najlepiej rozpoznawalnych i wpływowych modelek lat 80. i 90. XX wieku, oraz została okrzyknięta jedną z sześciu supermodelek swojej generacji.
Poza modelingiem, Campbell w latach 90. zajęła się przez krótki czas muzyką, nagrywając jeden mało znany album studyjny z pogranicza R&B i popu. Pojawiała się też wielokrotnie w filmach i serialach telewizyjnych, oraz zasiadała w jurach międzynarodowych edycji programu „The Face”. Campbell angażuje się również w akcje charytatywne. Jej życie prywatne często było nagłaśnianie w mediach, gdy stała się znana ze swoich skłonności do przemocy.

## Wczesne lata

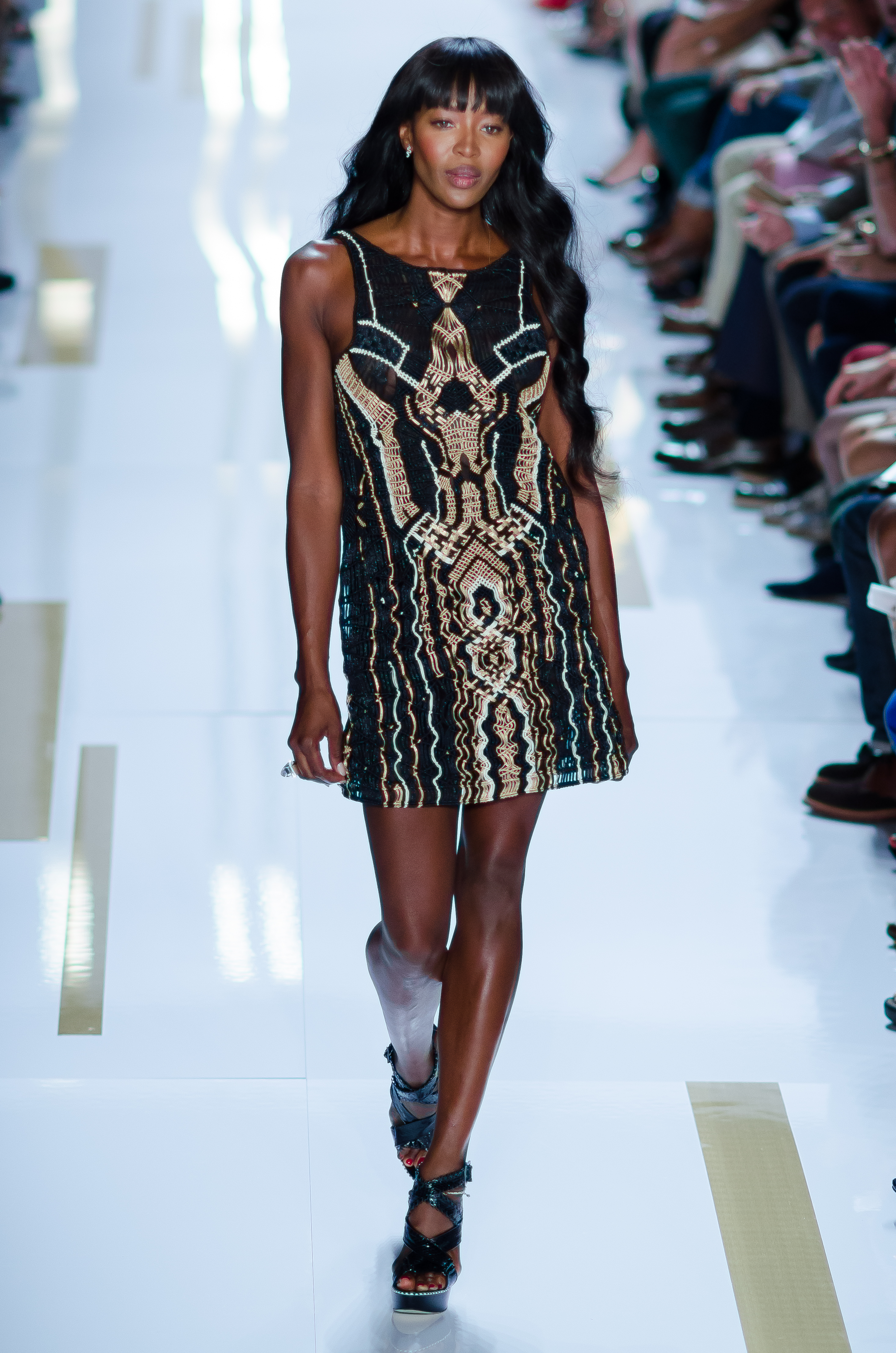
Prezentująca wiosenną kolekcję Diane von Fürstenberg na wybiegu w Nowym Jorku we wrześniu 2013

Campbell urodziła się w Streatham w południowym Londynie. Jej matką była tancerka Valerie Morris, pochodzenia jamajskiego. Zgodnie z życzeniem Valerie, Campbell nigdy nie poznała swojego ojca, który opuścił jej matkę, gdy ta była w ciąży w czwartym miesiącu. Swoje nazwisko Naomi zawdzięcza ojczymowi. Jej przyrodni brat, Pierre, urodził się w 1985. Campbell ma pochodzenie afro-jamajskie, a także chińsko-jamajskie poprzez swoją babcię od strony ojca.
Podczas dzieciństwa Campbell mieszkała w Rzymie, gdzie jej matka pracowała jako tancerka. Po powrocie do Londynu była zostawiana pod opieką krewnych, podczas gdy mama podrożowała po Europie z taneczną grupą o nazwie Fantastica. W wieku trzech lat Campbell zaczęła uczęszczać do Barbara Speake Stage School, a jako dziesięciolatka została przyjęta do Italia Conti Academy of Theatre Arts, gdzie uczyła się baletu. Jej matki nie było stać na opłacanie wysokiego czesnego za szkołę, dlatego Naomi pracowała jako kelnerka.

## Kariera

### 1978–1986: Początki kariery
Campbell po raz pierwszy pojawiła się w mediach publicznych w wieku 7 lat w 1978, gdy wystąpiła w teledysku Boba Marleya do piosenki „Is This Love”. Jako dwunastolatka tańczyła w wideoklipie Culture Club pt. „I’ll Tumble 4 Ya”. W 1986, wciąż będąc uczennicą Italia Conti Academy of Theatre Arts, Naomi została odkryta podczas zakupów w Covent Garden przez Beth Boldt, agentkę Synchro Model Agency. Jej kariera szybko się rozwijała – w kwietniu tego roku, tuż przed swoimi szesnastymi urodzinami, pojawiła się na okładce brytyjskiej edycji magazynu Elle.

### 1987–1997: Międzynarodowy sukces
Przez kilka kolejnych lat kariera Campbell stale się rozwijała: modelka zaczęła występować na wybiegach dla takich projektantów, jak Gianni Versace, Azzedine Alaïa i Isaac Mizrahi, oraz pozowała dla legendarnych już fotografów, między innymi Petera Lindbergha, Herba Rittsa i Bruce’a Webera. Pod koniec lat 80. Campbell, wraz z dwiema innymi modelkami: Christy Turlington i Lindą Evangelistą, stała się częścią „Trójcy”, czyli najbardziej rozpoznawalnej i wpływowej trójki modelek generacji.
Naomi wiele razy stykała się z rasizmem ze strony licznych agencji i domów mody. Była jednak wspierana przez swoich białych przyjaciół. W jednym z wywiadów wspominała Turlington i Evangelistę, mówiącym reprezentantom Dolce & Gabbana, „Jeśli nie bierzecie Naomi, nie macie i nas.” W grudniu 1987 pojawiła się na okładce brytyjskiej edycji Vogue. Była to pierwsza okładka z ciemnoskórą modelką od 1966 roku. Natomiast w sierpniu 1988 została pierwszą modelką na okładce paryskiego Vogue, po tym, jak jej przyjaciel i mentor, projektant Yves Saint Laurent, zagroził usunięciem swoich reklam z magazynu, jeżeli nadal będzie się odmawiać czarnoskórym modelkom umieszczania ich zdjęć na okładkach. Następnego roku, Campbell zagościła na okładce amerykańskiej edycji Vogue. Po raz pierwszy modelkę pochodzenia afroamerykańskiego zamieszczono na okładce wydania wrześniowego, które wedle tradycji jest najważniejszym wydaniem roku.
W styczniu 1990 Campbell została obwołana „panującą megamodelką wszystkich pozostałych” przez magazyn Interview, pojawiła się wraz Turlington, Evangelistą, Cindy Crawford i Tatjaną Patitz na okładce brytyjskiego Vogue, sfotografowaną przez Petera Lindbergha. Ta grupa została zaangażowana do kręcenia teledysku do piosenki George’a Michaela pod tytułem „Freedom! '90”. W tym czasie Campbell, Turlington, Evangelista, Crawford i inna niemiecka modelka Claudia Schiffer składały się na elitarną grupę „supermodelek”, uznawanej przez cały świat mody. Wraz z nowo odkrytą modelką Kate Moss, były okrzyknięte „Wielką Szóstką”.
W marcu 1991, decydującym momencie dla ery supermodelek, Campbell pojawiła się na pokazie domu mody Versace z Turlington, Evangelistą i Crawford, idąc z nimi ramię w ramię przez wybieg i lip-syncując słowa do utworu „Freedom! '90". W tym samym roku Naomi wystąpiła w wideoklipie Michaela Jacksona’s do „In the Closet”. W kwietniu 1992 zapozowała wraz z innymi topmodelkami do setnej rocznicy amerykańskiego wydania Vogue, fotografowanego przez Patricka Demarcheliera. W następnych miesiącach pracowała wraz z Madonną nad jej kontrowersyjną książką „Sex”, pojawiając się na nagich zdjęciach z piosenkarką oraz raperem Big Daddy Kane.
W 1993 modelka dwukrotnie pojawiła się na okładce amerykańskiego Vogue; w kwietniu wraz z Christy Turlington, Claudią Schiffer, Heleną Christensen i Stephanie Seymour, oraz w czerwcu, tym razem sama. Na wybiegu dla Vivienne Westwood sensacją stał się jej upadek z powodu niezwykle wysokich butów na trzydziestocentymetrowych obcasach, które potem wystawiono w Victoria and Albert Museum w Londynie. Pomimo swojego sukcesu jej agencja, Elite Model Management, reprezentująca ją od 1987, zadecydowała o zakończeniu z nią kontraktu, ponieważ „żadna ilość pieniędzy, jaką zarabiała, ani posiadany przez nią prestiż nie były w stanie usprawiedliwić przemocy” wobec reprezentantów agencji i klientów. Założyciel agencji, John Casablancas, opisał ją jako „manipulacyjną, intrygancką, wulgarną i niemożliwą [do zniesienia]”.
W połowie lat 90. modelka rozpoczęła działalność w innych branżach. Jej powieść „Łabędź”, traktująca o supermodelce zmuszonej do radzenia sobie z szantażem, została wydana w 1994 i uzyskała negatywne recenzje. Książka w rzeczywistości została napisana przez Caroline Upcher. Campbell wyjaśniła, że „po prostu nie miała czasu na siedzenie i pisanie”. W tym samym roku wydała swój jedyny album muzyczny, Babywoman, którego tytuł został zainspirowany przezwiskiem nadanym modelce przez projektanta Rifata Ozbeka. Wyprodukowany przez Martina Glovera i Tima Simenona, album stał się sukcesem jedynie w Japonii; nie uzyskał nawet notowań na liście Top 75 w Wielkiej Brytanii, a jedyny singel z płyty, „Love and Tears”, znalazł się na 40. miejscu brytyjskiej listy przebojów. Babywoman stał się obiektem żartów krytyków, co zainspirowało do stworzenia Naomi Awards, ceremonii nagród dla najgorszych utworów i albumów muzyki pop. W 1995, wraz z Schiffer, Turlington i Elle Macpherson, Campbell zainwestowała w sieć restauracji Fashion Cafe. Ich właściciele zostali później zaaresztowani za bankructwo i pranie pieniędzy w 1998. W tym czasie modelka występowała również w takich filmach, jak Miami Rhapsody i Dziewczyna numer 6, oraz otrzymała drobną rolę w drugim sezonie serialu New York Undercover.

### 1998–dziś
W 1998 magazyn Time ogłosił koniec ery supermodelek. W tym czasie Campbell zrezygnowała z występowania na wybiegach, ale nadal uczestniczyła w sesjach zdjęciowych. W 1999 podpisała pierwszy kontrakt z firmą kosmetyczną, Cosmopolitan Cosmetics, z którą pracowała nad kilkoma swoimi perfumami. W listopadzie tego roku zapozowała z dwunastoma innymi modelkami do okładki setnej edycji amerykańskiego „Vogue” (wydanie zatytułowano „Modern Muses”, z ang. „Nowoczesne Muzy”), sfotografowanej przez Annie Leibovitz. Miesiąc później umieszczono ją na okładce Playboya. W październiku 2001 pojawiła się wraz z raperem Seanem Combsem na okładce brytyjskiego „Vogue”.
W 2007 pojawiła się na pokazie domu mody Dior z okazji sześćdziesiątej rocznicy jego istnienia. W lipcu 2008 udzieliła swojego wizerunku do słynnej sesji zdjęciowej włoskiego „Vogue” fotografa Stevena Meisela, dedykowanej czarnoskórym kobietom. We wrześniu tego roku Campbell spotkała się po raz kolejny z supermodelkami: Christy Turlington, Lindą Evangelistą, Cindy Crawford, Claudią Schiffer i Stephanie Seymour, by zaprezentować się w najnowszym wydaniu Vanity Fair, zadedykowanym ich karierom.
W 2011 Campbell wraz z Liyą Kebede i Iman zagościła na okładce magazynu „Essence” z okazji czterdziestej rocznicy istnienia czasopisma. Wystąpiła także w teledysku zespołu Duran Duran do utworu „Girl Panic!”, gdzie odegrała rolę piosenkarza grupy, Simona Le Bon. Razem z nią ukazały się tam Cindy Crawford, Helena Christensen, Eva Herzigova i Yasmin Le Bon, które odegrały postacie pozostałych członków zespołu. Wszystkie pojawiły się w listopadowej edycji brytyjskiego Harper’s Bazaar w sesji pod tytułem „The Supers vs. Duran Duran”. Campbell wraz z innymi supermodelami wystąpiła na ceremonii zamknięcia Letnich Igrzysk Olimpijskich 2012 w Londynie, gdzie zaprezentowali kreacje najlepszych brytyjskich projektantów. Modelka miała na sobie złotą suknię projektu Alexandra McQueena.
W marcu 2013 Campbell stała się sędzią w kilku międzynarodowych edycjach programu telewizyjnego „The Face”, w którym celem było znalezienie nowej top modelki. W Stanach Zjednoczonych jako jury zasiadały także Karolina Kurkova i Coco Rocha, natomiast w Wielkiej Brytanii – Caroline Winberg i Erin O’Connor.
W 2014 Campbell pojawiła się na okładkach australijskiej, japońskiej i tureckiej edycji „Vogue”, z których dwie ostatnie były dedykowane erze supermodelek. Rok później zamknęła jesienny pokaz mody Zaca Posena w Nowym Jorku, i wystąpiła w wiosennych kampaniach reklamowych Burberry i Agent Provocateur.
Campbell zatrudniano na pokazach takich domów mody, jak Marc Jacobs, Yves Saint Laurent, Chloé, Diane Von Furstenberg, Prada, Chanel, Givenchy, Dolce & Gabbana, Burberry, Zac Posen, Blumarine, Karl Lagerfeld, Gianfranco Ferré, Versace, Helmut Lang, Christian Dior, John Galliano, Ralph Lauren, Jean-Paul Gaultier, Tommy Hilfiger, Oscar de la Renta, Michael Kors, Anna Sui, Louis Vuitton, Hermés, Marchesa, Roberto Cavalli i Valentino.
Występowała w reklamach dla Fendi, Burberry, Dolce & Gabbana, Escada, Louisa Vuittona, Prady, Ralpha Laurena, Chloé, Versace, Givenchy, Blumarine, Yves Saint Laurent, Isaaca Mizrahi, Tommy’ego Hilfigera, Valentino, La Perla, Dennisa Basso, Philippa Pleina, Mango, Thierry’ego Muglera, Balmain, NARS, Roberto Cavalli, Davida Yurmana, Alessandro Dell’Acqua, DSquared2, Express, H&M, Bloomingdale’s, Dillard’s, Macy’s, Barneys New York, Neiman Marcus, Avon, Revlon i Victoria’s Secret.
Pozowała do zdjęć dla magazynów Vogue, Marie Claire, Elle, Cosmopolitan, Harper’s Bazaar, V Magazine, Numéro, Glamour i GQ.
W 2016 Campbell wystąpiła w teledysku Anohni do singla „Drone Bomb Me”.

## Perfumy
Od 1999 roku Campbell stworzyła szesnaście perfum dla kobiet sygnowanych swoim nazwiskiem, sprzedawanych przez firmę Procter & Gamble.
| Rok  | Nazwa                              | Perfumiarz       |        |
| ---- | ---------------------------------- | ---------------- | ------ |
| 1999 | Naomi Campbell                     | Ursula Wandel    | [ 34 ] |
| 2000 | Naomagic                           | Dorothee Piot    | [ 35 ] |
| 2001 | Exult                              | Ursula Wandel    | [ 36 ] |
| 2003 | Mystery                            | Olivier Cresp    | [ 37 ] |
| 2004 | Sunset                             | Olivier Pescheux | [ 38 ] |
| 2005 | Paradise Passion                   | Francoise Caron  | [ 39 ] |
| 2006 | Winter Kiss (edycja limitowana)    |                  | [ 40 ] |
| 2006 | Cat Deluxe                         | Michael Almairac | [ 41 ] |
| 2007 | Eternal Beauty (edycja limitowana) |                  | [ 42 ] |
| 2007 | Cat Deluxe at Night                |                  | [ 43 ] |
| 2008 | Seductive Elixir                   |                  | [ 44 ] |
| 2009 | Cat Deluxe With Kisses             |                  | [ 45 ] |
| 2010 | Naomi                              |                  | [ 46 ] |
| 2011 | Naomi Campbell Wild Pearl          |                  | [ 47 ] |
| 2012 | Naomi Campbell at Night            |                  | [ 48 ] |
| 2013 | Queen of Gold                      |                  | [ 49 ] |

## Życie prywatne

### Relacje
Campbell, nigdy nie znając swojego biologicznego ojca, uznała producentów Quincy’ego Jonesa i Chrisa Blackwella za swoje ojcowskie autorytety. Jak własną córkę traktował ją również projektant mody, Azzedine Alaïa. Były prezydent RPA, Nelson Mandela, nazywał modelkę swoją „honorową wnuczką”. Po raz pierwszy Campbell spotkała Mandelę w listopadzie 1994, po tym, gdy Afrykański Kongres Narodowy zaprosił ją na spotkanie z liderem ich kraju. Modelka przeznaczyła wcześniej dużą sumę pieniędzy ze swojej sesji zdjęciowej w Tanzanii dla Kongresu. Jeszcze przez wiele lat wspierała kampanie polityczne Mandeli i organizowane przez niego akcje humanitarne.
Campbell nigdy nie wyszła za mąż. Była przez krótki czas narzeczoną Adama Claytona, basisty zespołu U2; spotkali się w lutym 1993, po tym, gdy Clayton wyznał w telewizyjnym wywiadzie, że chciałby się umówić z Campbell na randkę. Rok później para rozstała się. Przez rok pozostawała w związku z piosenkarzem Robbiem Williamsem. W 1998 zaręczyła się z Flavio Briatore; ich relacja skończyła się separacją w 2003, po ciągłych rozstaniach i powrotach. Modelka nadal nazywa Briatore swoim mentorem.
W maju 2021 ogłosiła narodziny swojego pierwszego dziecka. Pod koniec czerwca 2023 na świecie pojawiło się jej drugie dziecko.

### Uzależnienie od narkotyków i odwyk
W 1999, Campbell rozpoczęła odwyk narkotykowy po pięcioletnim uzależnieniu od kokainy i alkoholu.
W 2002 złożyła podanie do sądu przeciwko czasopismu Daily Mirror, gdy zamieszczono w nim reportaż o jej uzależnieniu, wraz ze zdjęciem przedstawiającym Campbell wychodzącą ze spotkania anonimowych narkomanów. Sąd najwyższy nakazał wypłacenie modelce 3.500 funtów. W tym samym roku zmieniono tok postępowania, a sąd apelacyjny wydał wyrok o zapłaceniu Daily Mirror 350 tysięcy funtów przez Campbell, ale w 2004 Izba Lordów przywróciła orzeczenie sądu najwyższego.

## Filmografia
- Cool as Ice (1991)
- The Night We Never Met (1993)
- Prêt-à-Porter (1994)
- Miami Rhapsody (1995)
- To Wong Foo, Thanks for Everything! Julie Newmar (1995)
- Dziewczyna nr 6 (Girl 6 1996)
- Invasion of Privacy (1996)
- An Alan Smithee Film: Burn Hollywood Burn (1997)
- Trippin (1999)
- Prisoner of Love (1999)
- Fat Slags (2004)
- American Horror Story: Hotel (2015) jako Claudia Bankson
- Zoolander 2 (2016) jako ona sama (cameo)